# Nariño (Antioquia)
Nariño es un municipio de Colombia, localizado en la subregión Oriente del departamento de Antioquia. Limita por el norte con los municipios de Sonsón y Argelia, por el este y sur con el departamento de Caldas y por el oeste con el municipio de Sonsón.

## Historia
Recién comenzado el siglo XIX, el señor Santos Pérez y su esposa arribaron, muy al oriente ya del departamento de Antioquia, a un lugar conocido con el nombre de Pocitos. Habían salido en busca de labores mineras desde Rionegro hacia el río Samaná, pero les gustó la región donde hoy queda Nariño y se asentaron allí. 
Poco más tarde llegarían otros miembros de su familia en compañía de otros amigos, y la comunidad empezó a crecer.
En 1845 los habitantes solicitaron la erección del poblado a la categoría de Distrito, lo cual les fue concedido por la gobernación, ya con el nombre actual, y en honor al prócer Antonio Nariño. 
Posteriormente el distrito sería erigido en municipio en el año de 1913.

## Generalidades
- Fundación del municipio: El 23 de abril de 1827
- Erección del municipio: Ordenanza N.º 37 del 23 de abril de 1913
- Fundadores: Santos Pérez Hernández y otros colonos
- Apelativo: "Balcón Verde de Antioquia",

Por el paisajismo que ofrece, de amplia visión, campos verdes y muy antioqueños, esta localidad es llamada también "El balcón de Antioquia". Los turistas llegan a ella en busca de sus famosos termales del Espíritu Santo, situados en agradables instalaciones y con amplias propiedades curativas.
Además el complejo sistema montañoso que posee, lo convierte en el hogar de una gran cantidad de fauna y flora.

## División Político-Administrativa
Además de su Cabecera municipal. Nariño tiene bajo su jurisdicción los siguientes corregimientos (de acuerdo a la Gerencia departamental):
- San Andrés
- Puerto Venus

## Vías de comunicación
Está comunicado por carretera Pavimentada con los municipios de Sonsón, Argelia y La Dorada, este último perteneciente al departamento de Caldas.
Se comunica también con el corregimiento Puerto Venus.

## Demografía
Población Total: 17 153 hab. (2018)
- Población Urbana: 3 116
- Población Rural: 7 037

Alfabetismo: 79.7% (2005)
- Zona urbana: 85.8%
- Zona rural: 77.4%

### Etnografía
Según las cifras presentadas por el DANE del censo 2005, la composición etnográfica del municipio es: 
- Mestizos & blancos (99,3%)
- Afrocolombianos (0,6%)
- Indígenas (0,1%)

## Economía
- Agricultura: Caña, Café, Plátano, Yuca
- Maderas
- Ganadería: Vacuna y Caballar.

probabilidad de minería año 2011
veredas como arrayán y el carmelo (termales)

## Fiestas
- Fiestas de la Cosecha, en octubre, la fiesta más reconocida del municipio
- Fiestas patronales de Nuestra Señora de las Mercedes en septiembre y de la Santa Cruz en mayo.
- Festival de Música Campesina en octubre.
- las fiestas de san Isidro (labrador en Nariño- Antioquia)

## Sitios de interés y patrimonio histórico
- Iglesia de Nuestra Señora de las Mercedes, Fue erigida en agosto de 1887 y su arquitectura es de estilo Gótico - Barroco, en su interior alberga una imagen de la Virgen de las Mercedes.

- Iglesia de la Sagrada Familia.

Destinos ecológicos
- Cascada del Espíritu Santo

- Termales del Espíritu Santo a las cuales le son atribuidas propiedades medicinales, relajantes y propicias para un fabuloso descanso, cuentan con confortable alojamiento, además con una amplia zona para la acampada, el recreo y el disfrute familiar.

- Cerro de La Iguana o de la Santa Cruz, al cual se hace una masiva peregrinación por parte de los fieles cada 3 de mayo, día en que se celebra el día de la Santa Cruz.

- Cañón del río Samaná, en límites con el departamento de Caldas donde se exhibe un hermoso panorama, adornado por las diferentes tonalidades de verde.

- El Trincho. En este lugar se forma una piscina natural de gran belleza y de igual atracción entre los habitantes y turistas. Cuenta con zona para camping y es ideal para descansar.

El cañón del río Samana con la exuberante belleza de sus montañas y bañado por los cuatro ríos cristalinos y quebradas que lo conforman, que invitan a zambullirse en sus muchos charcos. Cerca, se encuentra el corregimiento de Puerto Venus con gente cálida y amable que lo hará volver.
Es un corregimiento sobre todo ganadero, con razas cebuinas o cruzado comercial. En el momento se están introduciendo las razas Angus y Normanda que son de mucho más rendimiento en carne por su precocidad.